# Zayed Al-Ameri
Zayed Abdulla Braik Saeed Al Ameri, meglio noto come  Zayed Al-Ameri (in arabo زايد العامري‎?; Abu Dhabi, 14 gennaio 1997), è un calciatore emiratino, attaccante dell'Al-Jazira e della nazionale emiratina.

## Palmarès

### Club

#### Competizioni nazionali
- Campionato emiratino: 2 :

Al-Jazira: 2016-2017, 2020-2021
- UAE Super Cup: 1 :

Al-Jazira: 2021
- UAE League Cup: 1

Al-Jazira: 2024-2025